# Hydrophilini
Hydrophilini – plemię chrząszczy z rodziny kałużnicowatych i podrodziny Hydrophilinae. Obejmuje około 200 opisanych gatunków.

## Morfologia

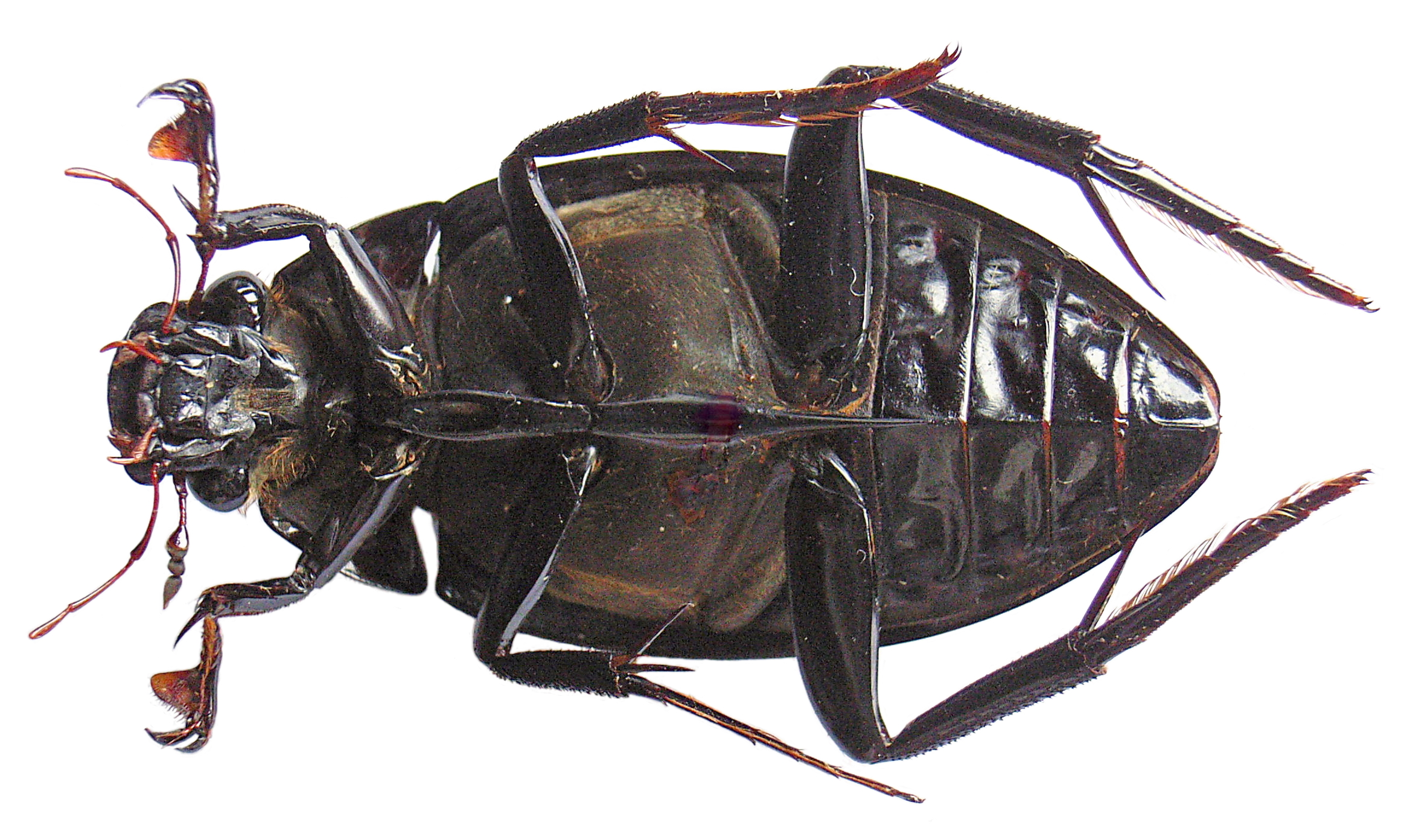
Samiec kałużnicy czarnozielonej, widok od spodu – zwracają uwagę kil na spodzie tułowia oraz zmodyfikowane przednie stopy

Chrząszcze o ciele długości od 6 do 48, a nawet 50 mm, przy czym dominują gatunki osiągające ponad 20 mm długości. Do Hydrophilini należą największe kałużnicowate, w tym wszyscy przedstawiciele rodziny przekraczający 18 mm długości. Głowa zaopatrzona jest w niepodzielone na część grzbietową i brzuszną oczy złożone oraz zbudowane z dziewięciu członów czułki. Warga górna jest odsłonięta i dobrze zesklerotyzowana. Pokrywy pozbawione są rzędów punktów i rządków przyszwowych, natomiast występują na nich bezładne szeregi drobnych punktów z trichobotriami. Przedpiersie jest silnie dachowate, zaopatrzone w wyrostek środkowy oraz w żeberko lub jamkę w tyle. Pośrodkowe części śródpiersia i zapiersia są wyniesione i zlane, tworząc wspólny kil, który, z wyjątkiem rodzaju Protistolophus, przedłużony jest ku tyłowi w ostry kolec sięgający przynajmniej nad nasadę pierwszego z widocznych sternitów odwłoka. Odnóża pary środkowej i tylnej u zdecydowanej większości gatunków zaopatrzone są w długie włoski pływne. Stopy przedniej pary u samca często są zmodyfikowane, rozszerzone. Pierwszy z widocznych sternitów odwłoka pozbawiony jest pośrodkowego żeberka. Na tylnej krawędzi siódmego sternitu odwłoka znajduje się wierzchołkowy frędzel z tęgich, żółtawych szczecinek, zwykle osadzony w drobnym wycięciu, rzadko wtórnie zredukowanym.

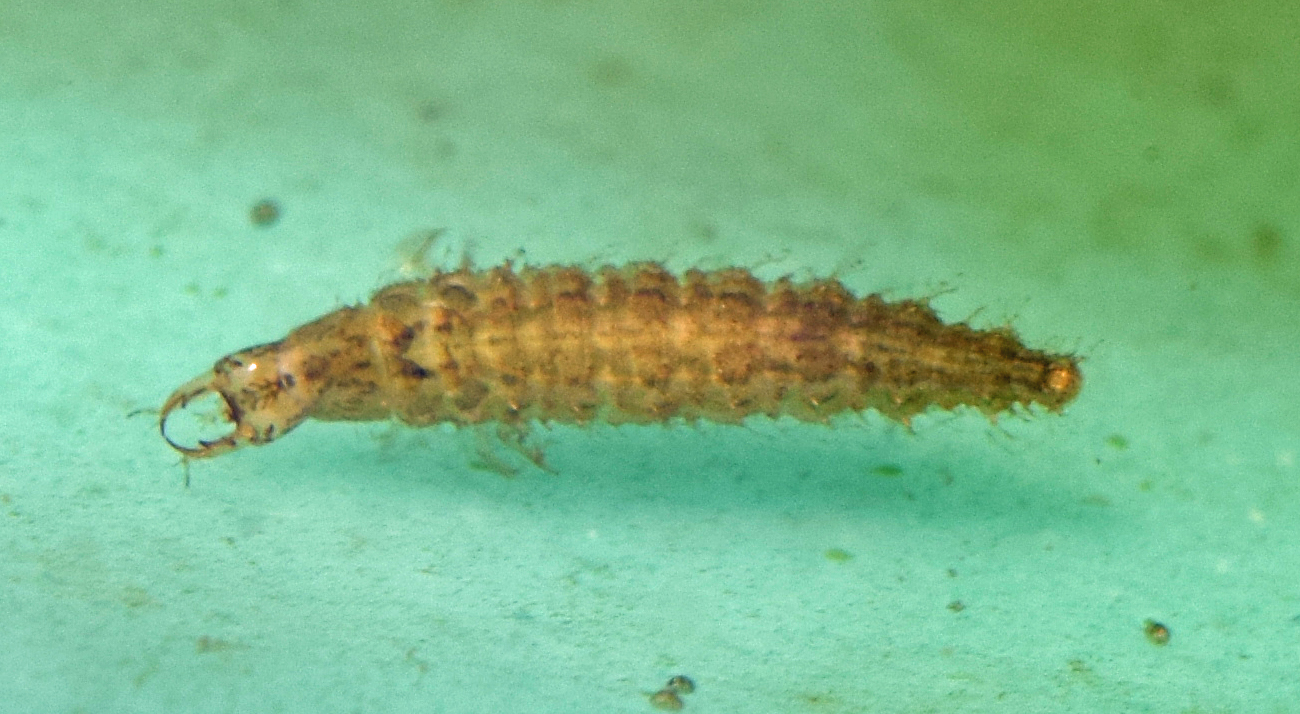
Larwa Tropisternus lateralis

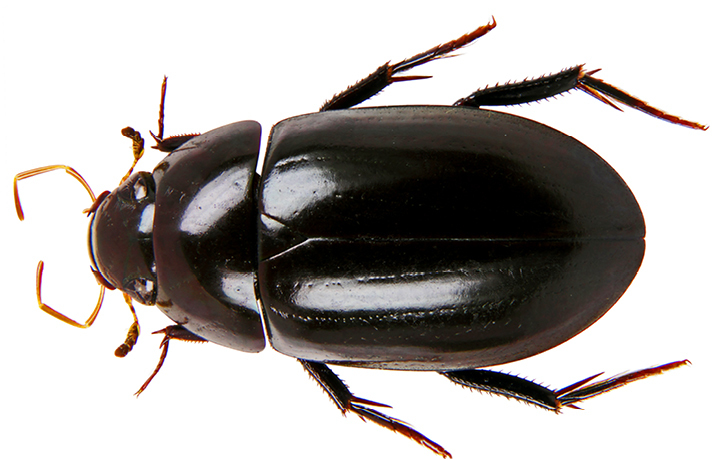
Hydrobiomorpha perissinottoi

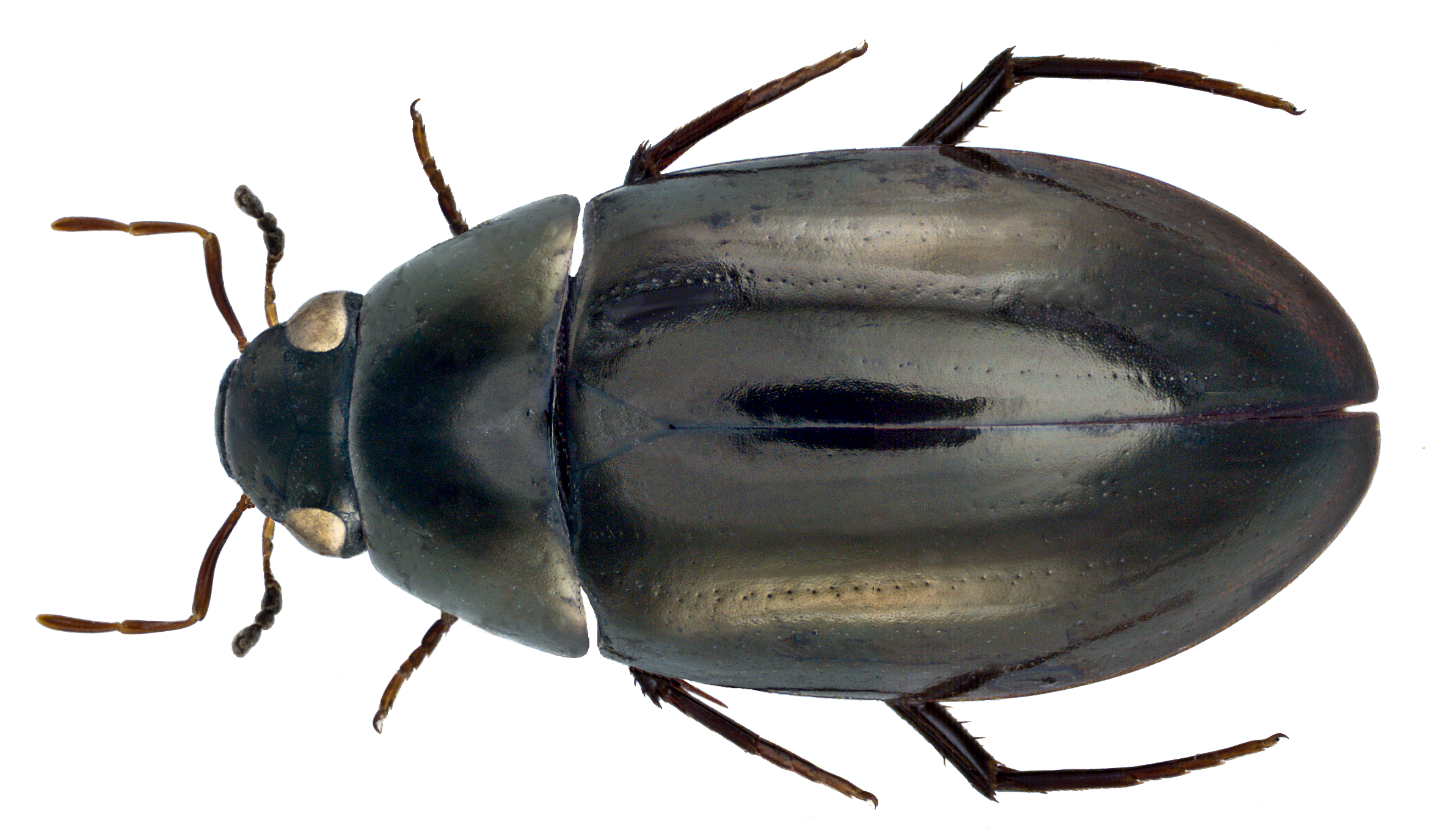
Sternolophus inconspicuus

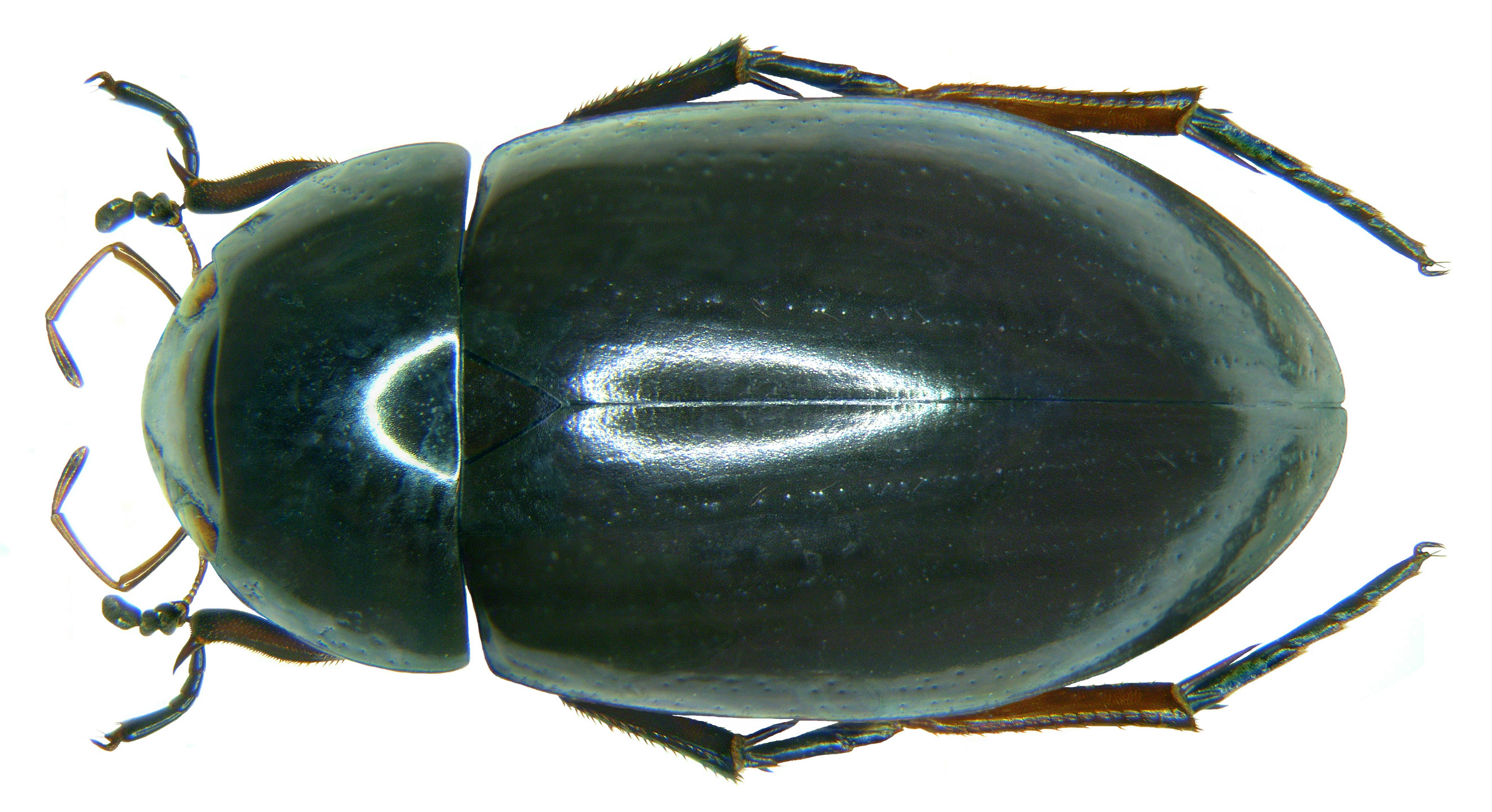
Kałużnik biegaczowaty

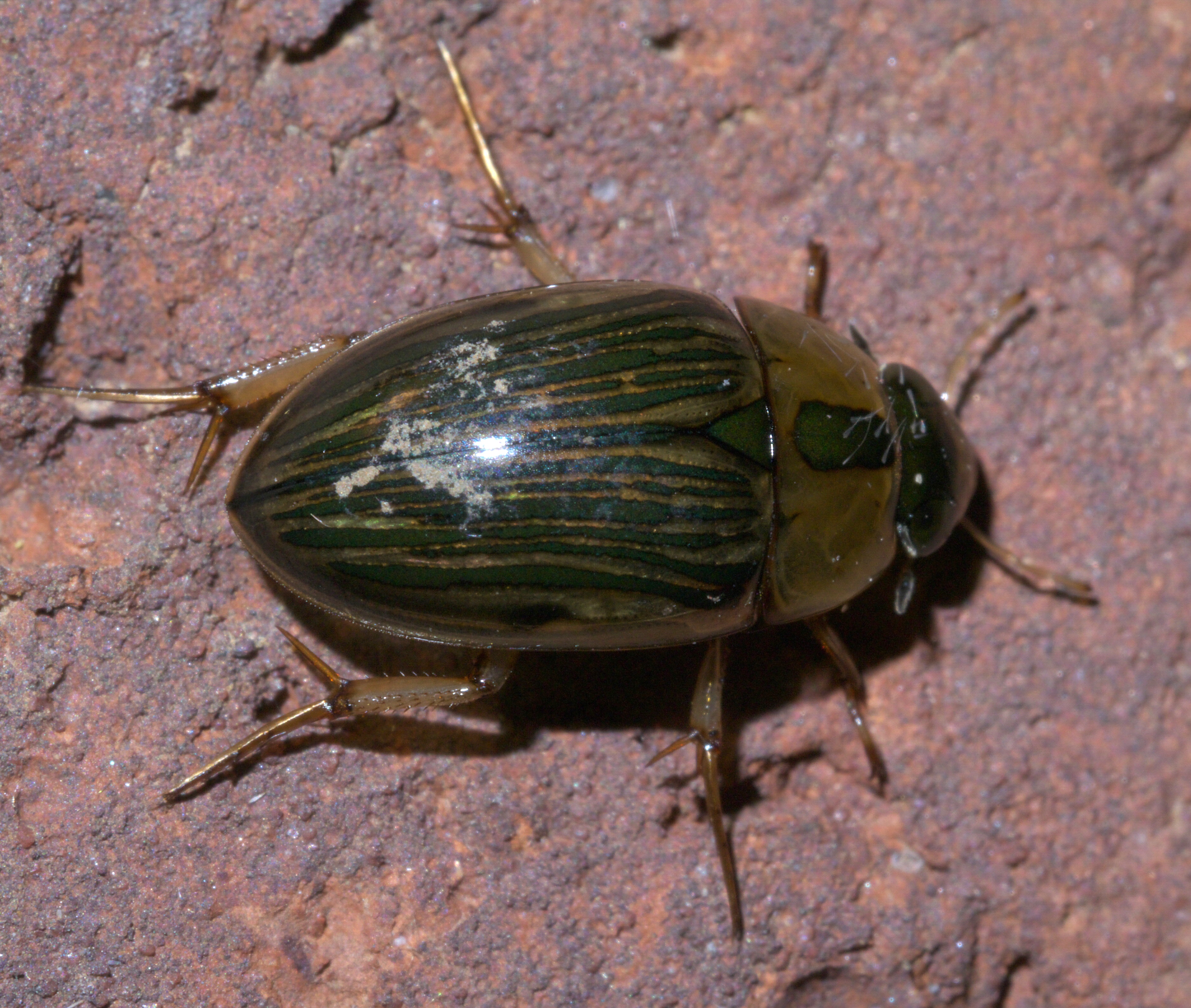
Tropisternus collaris

Larwy mają czułki o nadzwyczaj drobnym wyrostku zmysłowym, w przypadku drugiego i trzeciego stadium, a u rodzaju kałużnica także pierwszego, o trzonku porośniętym licznymi szczecinkami. Szczęki są długie, smukłe i czułkopodobne. Wargę dolną cechuje dwukrotnie szerszy od przedbródka podbródek z wystającymi ku przodowi kątami przednio-bocznymi oraz dobrze wykształcony języczek. Odnóża mają gęsto rozmieszczone włoski pływne na krętarzach i udach.

## Biologia i ekologia
Wszystkie gatunki należą do chrząszczy wodnych. W wodzie żyją zarówno larwy, jak i owady dorosłe, natomiast na lądzie następuje przepoczwarczenie. Większość gatunków zasiedla słodkie wody stojące, niektórzy przedstawiciele rodzaju Tropisternus wody płynące, w których bytują głównie wśród przybrzeżnej roślinności, a kilka gatunków wody słonawe.
Postacie dorosłe w większości przypadków żerują na rozkładającej się materii organicznej, rzadziej na żywych glonach czy roślinach wyższych. Zwykle dla udanego rozrodu nawet gatunki niedrapieżne wymagają uzupełnienia diety białkiem zwierzęcym, stąd sporadycznie żerują na padlinie, a nawet żywych zwierzętach. Największe osobniki są w stanie polować na ślimaki, kijanki czy małe ryby.
Larwy są drapieżnikami, zwykle polującymi z zasadzki. Ich ofiarami padają owady, skorupiaki, pierścienice, a w przypadku większych osobników także ślimaki, kijanki i małe ryby. Wykorzystują trawienie pozaustrojowe. Celem unikania rozcieńczania soków trawiennych przez środowisko wodne wynoszą ofiarę ponad taflę, utrzymując ją i manipulując nią za pomocą czułków, narządów gębowych, a czasem też przedniej pary odnóży. Larwy z rodzaju kałużnica potrafią ponadto dobierać się do ślimaków – dociskają muszlę uniesioną głową do grzbietowej strony odwłoka i rozgniatają ją żuwaczkami.

## Rozprzestrzenienie
Plemię kosmopolityczne, przy czym prawdziwie kosmopolityczny zasięg ma rodzaj kałużnica, a rodzaj Hydrobiomorpha występuje na wszystkich kontynentach oprócz Australii i Antarktydy. Najwęższe zasięgi mają ograniczony do Azji Zachodniej Brownephilus i ograniczony do północnej Ameryki Południowej Protistolophus. Większość gatunków Hydrophilini żyje w strefie tropikalnej, w tym ponad połowa w Ameryce Południowej. W Polsce plemię reprezentują: kałużnica czarna, kałużnica czarnozielona, kałużnik biegaczowaty i kałużnik żółtonogi.

## Taksonomia i ewolucja
Takson rangi rodzinowej od rodzaju Hydrophilus utworzył jako pierwszy w 1802 roku Pierre-André Latreille pod nazwą Hydrophilii. Plemię Hydrophilini jako część Hydrophilinae w obrębie kałużnicokształtnych pojawia się w klasyfikacji wprowadzonej w pracach z 1916 i 1919 roku przez Armanda d’Orchymonta. Klasyfikacja ta z niewielkimi modyfikacjami przyjmowana była przez większą część XX wieku. W 1991 roku nową systematykę kałużnicowatych na podstawie wyników morfologicznej analizy filogenetycznej wprowadził Michael Hansen. Do Hydrophilini zaliczył trzy podplemiona: Acidocerina, Hydrobiina i Hydrophilina. W 2001 roku czwarte podplemię, Globulina (nazwa później skorygowana do Globulosina), wprowadzone zostało przez Mauricia Garcíę, a w 2011 roku zsynonimizowane z Acidocerina. Nową definicję plemienia wprowadzili na podstawie molekularnej analizy filogenetycznej Andrew Edward Short i Martin Fikáček w 2013 roku. Po ich rewizji obejmuje ono 7 rodzajów:
- Brownephilus Mouchamps, 1959
- Hydrobiomorpha Blackburn, 1888
- Hydrochara Berthold, 1827 – kałużnik
- Hydrophilus Geoffroy, 1762 – kałużnica
- Protistolophus Short, 2010
- Sternolophus Solier, 1834
- Tropisternus Solier, 1834

Tak definiowane Hydrophilini obejmują około 200 opisanych gatunków.
Wyniki analizy filogentycznej Andrew E. Shorta i Martina Fikáčka z 2013 roku wskazują na zajmowanie przez Hydrophilini pozycji siostrzanej dla Hydrobiusni. Tworzony przez te rodzaje klad zajmuje z kolei pozycję siostrzaną dla Laccobiini. Z analizy Shorta z 2010 roku wynika, że najbardziej bazalną pozycję wśród Hydrophilini zajmuje Protistolophus, tuż za nim odgałęzia się linia ewolucyjna Sternolophus, a następnie Tropisternus. Z kolei Hydrophilus wraz z siostrzanym rodzajem Hydrobiomorpha tworzą klad siostrzany dla Brownephilus. Wyniki molekularnej analizy filogenetycznej Emmanuela F.A. Toussainta i innych z 2017 roku potwierdziły siostrzaną relację Hydrobiomorpha i Hydrophilus, ale wskazały na tworzenie przez Tropisternus i Sternolophus kladu siostrzanego dla kladu obejmującego Hydrochara z zagnieżdżonym w jego obrębie Brownephilus.
Omawiane plemię prawdopodobnie pojawiło się w kredzie wczesnej na terenie zachodniej Gondwany. Większość rodzajów Hydrophilini znana jest z zapisu kopalnego, przy czym Hydrophilus znany jest od oligocenu, a Hydrobiomorpha i Hydrochara od miocenu.